# Baissea ochrantha
Baissea ochrantha là một loài thực vật có hoa trong họ La bố ma. Loài này được K.Schum. ex Stapf mô tả khoa học đầu tiên năm 1902.